# Robert E. Horton
Robert Elmer Horton (18 de mayo de 1875 - 22 de abril de 1945) fue un hidrólogo, geomorfólogo, ingeniero civil y edafólogo estadounidense, considerado por muchos el padre de la hidrología estadounidense moderna. La American Geophysical Union (AGU) concede una medalla homónima en reconocimiento a las contribuciones destacadas en el campo de la geofísica hidrológica. La sección de Hidrología de la AGU (que representa aproximadamente un tercio de los miembros de la AGU) se creó en gran parte gracias a su propiedad personal (cerca de Nueva York) que legó a la AGU.

## Historia personal
Nacido en Parma, Michigan, se licenció en el Albion College en 1897. Tras su graduación, entró a trabajar para su tío, George Rafter, un destacado ingeniero civil. Rafter había encargado un estudio de presas, cuyos resultados Horton analizó y resumió. En 1900 fue nombrado ingeniero del distrito de Nueva York del Servicio Geológico de Estados Unidos. En la última parte de su carrera, pasó a ser consultor privado en ciencias hidrológicas. Su actividad como consultor incluía trabajos académicos (impresión de libros técnicos traducidos de otros idiomas, francés, alemán, italiano, ucraniano) y la realización de investigaciones teóricas y experimentales con un laboratorio al aire libre (Laboratorio Hidrológico Horton) inspirado en el Laboratorio Hidráulico de Cornell.

## Aportaciones más amplias en hidrología
Durante sus estudios de los arroyos de Nueva York, Horton determinó que el grado en que las precipitaciones podían llegar al acuífero dependía de una determinada propiedad del suelo, que denominó capacidad de infiltración. Analizó y separó el ciclo del agua en los procesos de infiltración, evaporación, interceptación, transpiración, flujo superficial, etc. Horton fue el primero en delimitar y etiquetar estas etapas del ciclo, que ahora nos resultan familiares.
Horton es muy conocido por su estudio de la escorrentía máxima y la generación de inundaciones. Su concepto de precipitación máxima posible, que limita el efecto de las lluvias en regiones específicas, ha tenido un gran efecto en la meteorología. Sus estudios sobre el flujo superficial ayudaron a comprender la erosión del suelo y proporcionaron una base científica para los esfuerzos de conservación del suelo. Sus trabajos experimentales, incluidos los realizados en el Laboratorio Hidrológico Horton, abarcaron procesos como: el proceso de fusión de la nieve, la hidrodinámica de los ríos, los anillos de vórtice de las tormentas eléctricas, la evaporación de los lagos y los experimentos sobre la velocidad del viento, entre otros. Combinaba sus observaciones experimentales con la teoría, y su enfoque teórico era tanto empírico como basado en la física.
Habiéndose dado cuenta al principio de su carrera de que las características físicas del terreno desempeñaban un papel importante en la determinación de los patrones de escorrentía, resolvió aislar los factores físicos que afectaban a la escorrentía y a la descarga de crecidas. En su opinión, entre ellos figuraban la densidad del drenaje, la pendiente del cauce, la longitud del flujo por tierra y otros factores menos importantes. Sin embargo, ya avanzada su carrera, empezó a defender un mecanismo muy diferente de geomorfología «hidrofísica», que en su opinión explicaba mejor sus observaciones anteriores.
Horton detalló su teoría en un artículo histórico publicado en 1945, sólo un mes antes de su muerte, en el Bulletin of the Geological Society of America. Resumió sus conclusiones en cuatro leyes: la ley del número de arroyos, la ley de la longitud de los arroyos, los límites de la capacidad de infiltración y la relación escorrentía-detención-almacenamiento. Sus resultados demuestran que el factor más importante en la erosión acuosa del suelo es la longitud mínima del flujo superficial necesaria para producir una escorrentía suficiente para afectar a la erosión. Este trabajo seminal puede considerarse la fundación de la modelización química moderna de los cursos de agua, ya que fue el primer conjunto completo de modelos matemáticos que relacionaba la hidrología de las cuencas con un contaminante del agua, a saber, el sedimento. El término flujo superficial de Horton debe su nombre a sus logros en hidrología.

## Contribución no reconocida sobre la evaporación
Las contribuciones de Horton a la teoría de la evaporación fueron ignoradas durante más de 100 años y recientemente se ha demostrado que tienen un gran valor contemporáneo, para los modelos de superficie terrestre que sirven como condiciones de contorno en tierra para los modelos climáticos globales. Su trabajo también proporciona una base física para explicar la notoria «Paradoja de la evaporación», que no ha sido bien entendida con una base física sólida.

## Publicaciones seleccionadas
- Horton, R E. (1901). Available water power of Michigan. LCCN 06001228.
- Horton, R. E. (1906). Weir Experiments, Coefficients, and Formulas. LCCN gs06000328.
- Veatch, Arthur Clifford; Slichter, Charles S.; Bowman, Isaiah; Crosby, William Otis; Horton, R.E. (1906). Underground water resources of Long Island, New York. doi:10.3133/pp44.
- Barrows, Harold Kilbrith; Horton, R. E. (1907). Determination of stream flow during the frozen season. LCCN gs07000166.
- Horton, R. E. (1931). «The field, scope, and status of the science of hydrology». Eos, Transactions American Geophysical Union 12 (1): 189-202. Bibcode:1931TrAGU..12..189H. doi:10.1029/tr012i001p00189-2.
- Horton, R. E. (1932). «Drainage-basin characteristics». Eos, Transactions American Geophysical Union 13 (1): 350-361. Bibcode:1932TrAGU..13..350H. doi:10.1029/tr013i001p00350. (over 3100 citations)
- Horton, R. E. (1933). «The Rôle of infiltration in the hydrologic cycle». Eos, Transactions American Geophysical Union 14 (1): 446-460. Bibcode:1933TrAGU..14..446H. doi:10.1029/tr014i001p00446. (over 2850 citations)
- Horton, R. E. (1945). «Erosional Development of Streams and Their Drainage Basins; Hydrophysical Approach to Quantitative Morphology». Geological Society of America Bulletin 56 (3): 275. ISSN 0016-7606. doi:10.1130/0016-7606(1945)56[275:EDOSAT]2.0.CO;2. (over 9700 citations)